# Nathalie Nordnes
Nathalie Nordnes (Bergen, 22 novembre 1984) è una cantante norvegese.

## Biografia
Nathalie Nordnes ha iniziato a cantare in un coro quando andava alle elementari, e ha scritto la sua prima canzone, Between Sheets, a 14 anni. È stata scoperta dal direttore della sezione norvegese della Virgin Records, Per Eirik Johansen, e ha iniziato a lavorare come corista per Sondre Lerche. Nel 2002 è stata introdotta al grande pubblico con un'esibizione di Modern Nature in duetto con Lerche ai premi Spellemann.
L'album di debutto della cantante, Hush Hush, è uscito nel 2003. Il disco ha raggiunto l'8ª posizione della classifica norvegese e ha ottenuto un disco d'oro dalla IFPI Norge con oltre 25 000 copie vendute a livello nazionale. Uno dei singoli estratti dal disco è stato proprio Between Sheets.
Nel 2005 è uscito il secondo album di Nathalie Nordnes, Join Me in the Park, che ha debuttato al 16º posto nella top 40 nazionale. È stato seguito dal terzo disco, Letters, nel 2009, e nel 2011 dal quarto album, NN.

## Discografia

### Album in studio
- 2003 – Hush Hush
- 2005 – Join Me in the Park
- 2009 – Letters
- 2011 – NN

### EP
- 2019 – Lekk, vol. 1

### Singoli
- 2002 – All or Nothing
- 2003 – Only Because
- 2003 – Between Sheets
- 2003 – Sailing
- 2004 – Cars and Boys
- 2005 – The Hours
- 2011 – America
- 2015 – You Will Live Forever
- 2019 – Change Your Mind